# Grande Prêmio da Argentina de 1975
Resultados do Grande Prêmio da Argentina de Fórmula 1 realizado em Buenos Aires em 12 de janeiro de 1975. Primeira etapa do campeonato, foi vencido pelo brasileiro Emerson Fittipaldi, da McLaren-Ford, com James Hunt em segundo pela Hesketh-Ford e Carlos Reutemann em terceiro pela Brabham-Ford.

## Resumo
- Marcou a estreia da primeira e única equipe brasileira na Fórmula 1, a Copersucar-Fittipaldi.[7]
- Detentor da pole-position, o francês Jean-Pierre Jarier foi vítima de uma falha mecânica durante a volta de apresentação e sequer disputou a corrida.

## Calendário de 1976
Previsto para abrir a próxima temporada, o Grande Prêmio da Argentina de 11 de janeiro de 1976 foi cancelado pela Comissão Esportiva Internacional (CSI) da FIA que discordou da realização do mesmo em outra data.

## Classificação da prova
| Pos.    | Nº | Piloto             | Construtor      | Voltas | Tempo/Diferença  | Grid | Pontos |
| ------- | -- | ------------------ | --------------- | ------ | ---------------- | ---- | ------ |
| 1       | 1  | Emerson Fittipaldi | McLaren-Ford    | 53     | 1:39:26.29       | 5    | 9      |
| 2       | 24 | James Hunt         | Hesketh-Ford    | 53     | + 5.91           | 6    | 6      |
| 3       | 7  | Carlos Reutemann   | Brabham-Ford    | 53     | + 17.06          | 3    | 4      |
| 4       | 11 | Clay Regazzoni     | Ferrari         | 53     | + 35.79          | 7    | 3      |
| 5       | 4  | Patrick Depailler  | Tyrrell-Ford    | 53     | + 54.25          | 8    | 2      |
| 6       | 12 | Niki Lauda         | Ferrari         | 53     | + 1:19.65        | 4    | 1      |
| 7       | 28 | Mark Donohue       | Penske-Ford     | 52     | + 1 volta        | 16   |        |
| 8       | 6  | Jacky Ickx         | Lotus-Ford      | 52     | + 1 volta        | 18   |        |
| 9       | 9  | Vittorio Brambilla | March-Ford      | 52     | + 1 volta        | 12   |        |
| 10      | 22 | Graham Hill        | Lola-Ford       | 52     | + 1 volta        | 21   |        |
| 11      | 3  | Jody Scheckter     | Tyrrell-Ford    | 52     | + 1 volta        | 9    |        |
| 12      | 16 | Tom Pryce          | Shadow-Ford     | 51     | Transmissão      | 14   |        |
| 13      | 23 | Rolf Stommelen     | Lola-Ford       | 51     | + 2 voltas       | 19   |        |
| 14      | 2  | Jochen Mass        | McLaren-Ford    | 50     | + 3 voltas       | 13   |        |
| Ret     | 8  | José Carlos Pace   | Brabham-Ford    | 46     | Motor            | 2    |        |
| NC      | 20 | Arturo Merzario    | Williams-Ford   | 44     | Não classificado | 20   |        |
| Ret     | 27 | Mario Andretti     | Parnelli-Ford   | 27     | Transmissão      | 10   |        |
| Ret     | 14 | Mike Wilds         | BRM             | 24     | Motor            | 22   |        |
| Ret     | 5  | Ronnie Peterson    | Lotus-Ford      | 15     | Motor            | 11   |        |
| Ret     | 21 | Jacques Laffite    | Williams-Ford   | 15     | Câmbio           | 17   |        |
| Ret     | 30 | Wilson Fittipaldi  | Fittipaldi-Ford | 12     | Acidente         | 23   |        |
| DSQ     | 18 | John Watson        | Surtees-Ford    | 6      | Desclassificado  | 15   |        |
| DNS     | 17 | Jean-Pierre Jarier | Shadow-Ford     | 0      | Transmissão      | 1    |        |
| Fontes: |    |                    |                 |        |                  |      |        |

## Tabela do campeonato após a corrida
| Pos.    | Piloto             | Pontos |
| ------- | ------------------ | ------ |
| 1       | Emerson Fittipaldi | 9      |
| 2       | James Hunt         | 6      |
| 3       | Carlos Reutemann   | 4      |
| 4       | Clay Regazzoni     | 3      |
| 5       | Patrick Depailler  | 2      |
| Fontes: |                    |        |

| Pos.    | Construtor   | Pontos |
| ------- | ------------ | ------ |
| 1       | McLaren-Ford | 9      |
| 2       | Hesketh-Ford | 6      |
| 3       | Brabham-Ford | 4      |
| 4       | Ferrari      | 3      |
| 5       | Tyrrell-Ford | 2      |
| Fontes: |              |        |

- Nota: Somente as primeiras cinco posições estão listadas. A temporada de 1975 foi dividida em dois blocos de sete corridas onde cada piloto descartaria um resultado. Neste ponto esclarecemos: na tabela dos construtores figurava somente o melhor colocado dentre os carros do mesmo time.